# Alfred Borrel
Pour les articles homonymes, voir Borrel.
Alfred Borrel, né à Paris le 18 août 1836 et mort à Chevilly-Larue le 7 juin 1927, est un sculpteur  et médailleur français.
Il est le fils du médailleur Maurice Borrel.

## Biographie
Alfred Borrel fait ses études à Paris au lycée Saint-Louis, puis entre à l'École des beaux-arts de Paris dans l'atelier de François Jouffroy en 1855. Il est également l'élève de son père Maurice Borrel et de Louis Merley.
En 1860, il obtient le premier second grand prix de Rome en gravure de médaille et pierre fine sur le sujet : Un guerrier triomphant dépose une palme sur l'autel du dieu Mars.
Il est membre de la Société des artistes français. On lui décerne une médaille de troisième classe en 1880, de première classe en 1896, et d'argent  à l'Exposition universelle de 1900.
Borrel est nommé chevalier de Saint-Maurice en 1864, et reçoit les palmes d'officier d'académie en 1881. Il est nommé chevalier de la Légion d'honneur en 1906.
Il a dessiné des monnaies pour la Bulgarie, la Martinique, la Grèce et la Crète autonome. 
Il a résidé au no 6 rue Monge à Paris.

Œuvres d'Alfred Borrel
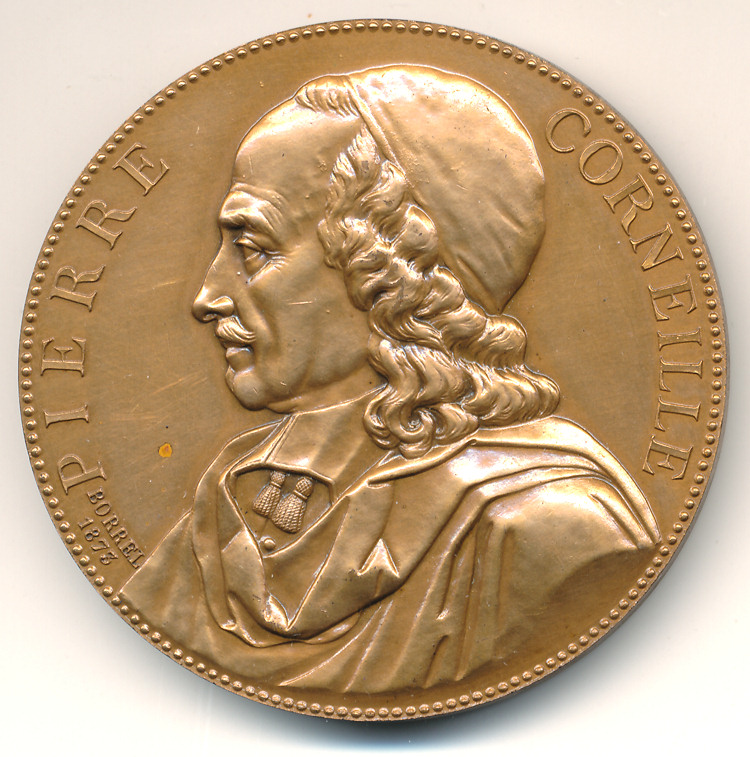
Pierre Corneille (1873), médaille en bronze.
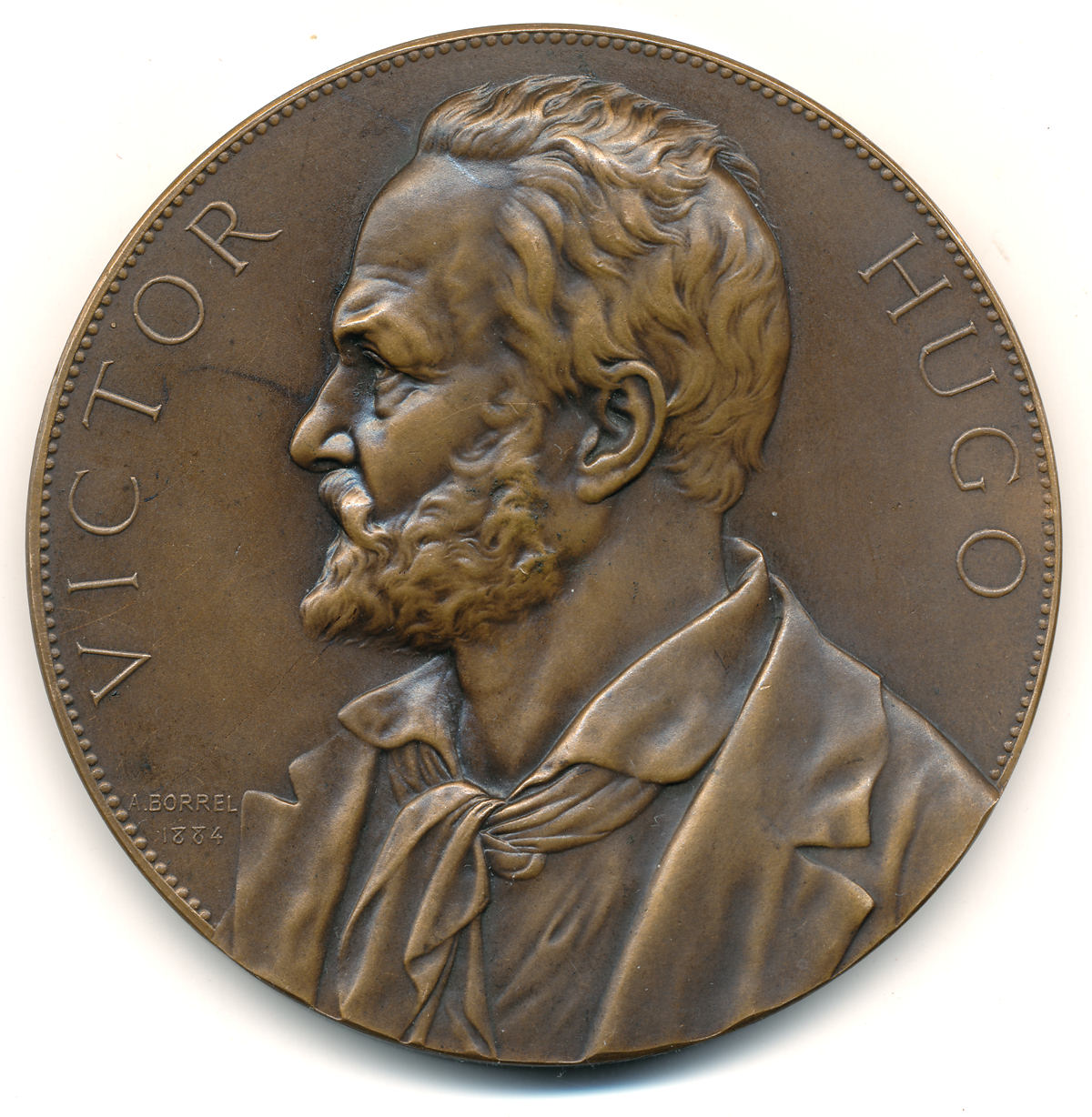
Victor Hugo (1884), médaille en bronze, 68 mm, avers.
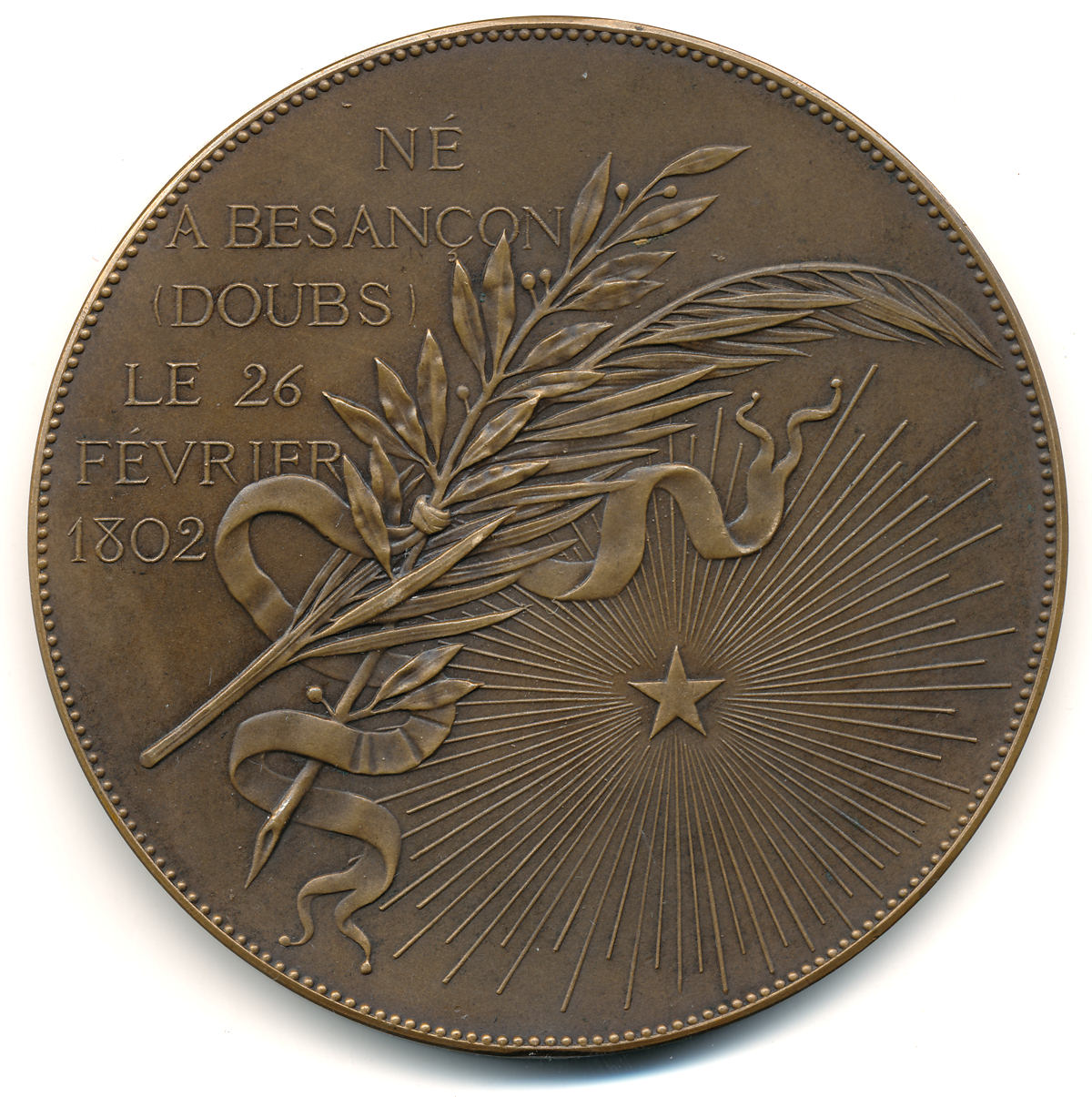
Victor Hugo (1884), médaille en bronze, 68 mm, revers.